# Saint-Denis-de-Mailloc
Saint-Denis-de-Mailloc – miejscowość i gmina we Francji, w regionie Normandia, w departamencie Calvados.
Według danych na rok 1990 gminę zamieszkiwało 351 osób, a gęstość zaludnienia wynosiła 83 osoby/km² (wśród 1815 gmin Dolnej Normandii Saint-Denis-de-Mailloc plasuje się na 548. miejscu pod względem liczby ludności, natomiast pod względem powierzchni na miejscu 947.).